# Леонтий (консуляр Галатии)
Леонтий (лат. Leontius) — римский политический деятель второй половины IV века.
Возможно, Леонтий происходил из Армении. Он был однокашником известного ритора Либания. Леонтий был софистом. В 362—363 годах он занимал должность консуляра Палестины Салютарис. На этом посту принимал активное участие в подавлении бандитизма в вверенной провинции. В 364—365 годах Леонтий находился на посту консуляра Галатии. Он был язычником. Имел нескольких сыновей.